# Badbergen
Badbergen er en kommune med knap 4.500 indbyggere (2013), beliggende i den nordlige del af Landkreis Osnabrück, i den tyske delstat Niedersachsen. Kommunen er en del af Samtgemeinde Artland hvis administration ligger i byen Quakenbrück.

## Geografi
Badbergen ligger på Nordtyske Slette midt i marsklandskabet omkring Artland.
Floden Hase løber gennem kommunen fra syd, fra Teutoburger Wald.

### Inddeling
Kommunen blev dannet i 1972 sammenlægning med de tidligere kommuner Grönloh, Groß Mimmelage, Grothe, Langen, Lechterke, Vehs, Wehdel og Wulften.

### Nabokommuner
Badbergen grænser mod syd til Gehrde og Bersenbrück, mod vest til Nortrup og Menslage, mod nord til Quakenbrück og mod øst til Dinklage og Holdorf (begge i Landkreis Vechta).